# 多斯里奧斯 (多萊加區)
多斯里奧斯（西班牙語：Dos Ríos），是巴拿馬的城鎮，位於該國西部，由奇里基省的多萊加區負責管轄，面積18.1平方公里，海拔高度250米，2010年人口1,634，人口密度每平方公里90.3人。